# Carebara dentata
Carebara dentata  (лат.) — вид очень мелких муравьёв рода Carebara из  подсемейства Myrmicinae (Formicidae). Эндемик Индии.

## Описание
Мелкие муравьи желтовато-коричневого цвета. Голова крупных рабочих (солдат) очень большая, примерно в 2 раза длиннее своей ширины, параллельносторонняя; затылок вогнутый.  
Длина тела рабочих составляет около 2 мм, длина головы равна 0,31—0,75 мм (ширина головы — 0,27—0,57 мм). Усики рабочих состоят из 9 члеников и имеют булаву из двух вершинных сегментов. Проподеум округлый, без зубцов. Скапус короткий, длина его у рабочих равна 0,21—0,32 мм. Мандибулы с 5 зубцами. Глаза очень мелкие (состоят из 1 омматидия).

## Систематика
Вид был описан в 2013 году по материалам из Индии индийскими мирмекологами Химендером Бхарти (Himender Bharti; Department of Zoology and Environmental Sciences, Punjabi University, Патиала, Пенджаб, Индия) и Ракешем Кумаром (Rakesh Kumar, 2013). Относят к трибе Solenopsidini.